# North Yarmouth (Maine)
North Yarmouth est une ville américaine située dans le Comté de Cumberland, dans le Maine. Selon le recensement de 2020, sa population est de 4 072 habitants.